# アレックス・ボーリー-マルシャン
アレックス・ボーリー=マルシャン (Alex Beaulieu-Marchand、1994年3月3日 - ）は、カナダのフリースキーヤー。Winter Dew Tourのスロープスタイル種目で1つのシルバーメダルを獲得。ソチオリンピックにカナダ代表として出場。

## 生い立ち
大学はカナダのアタバスカ大学。趣味はサーフィン。スキーではなくスノーボードに4年間ほど打ち込んでいた時期がある。好きな食べ物はロブスター。

## スポンサー
モンスターエナジー・オークリー・フォルクル・w:D-Structure